# Erick Otieno
Erick Ouma Otieno (ur. 27 września 1996 w Awasi) – kenijski piłkarz występujący na pozycji obrońcy w polskim klubie Raków Częstochowa oraz w reprezentacji Kenii.

## Kariera klubowa
Otieno grę w piłkę nożną rozpoczął w wieku 7 lat w Future Stars Soccer Academy z Nairobi. W wieku 14 lat otrzymał stypendium w Kakamega High School i przeniósł się do internatu w Kakamedze. Rozpoczął wówczas treningi w klubie Green Commandos SC.
Na początku 2016 roku podpisał półroczny kontrakt z zespołem Gor Mahia (Kenyan Premier League), który potem przedłużono o kolejne 6 miesięcy. 13 lutego zadebiutował w rozgrywkach klubowych CAF w przegranym 1:2 meczu z CNaPS Sport w kwalifikacjach Ligi Mistrzów CAF 2016. W sezonie ligowym 2016 rozegrał w barwach Gor Mahii 22 spotkania i otrzymał wyróżnienie dla najlepszego młodzieżowca rozgrywek.
W styczniu 2017 roku jako wolny agent podpisał dwuletnią umowę z Kolcheti-1913 Poti, z którym rozpoczął negocjacje dwa miesiące wcześniej. W porozumieniu zawarto opcję przenosin do KAA Gent po jednej rundzie. 5 marca 2017 zadebiutował w Erownuli Lidze w przegranym 0:1 meczu z Dinamem Tbilisi. W sezonie 2017 zanotował on łącznie 19 występów. We wrześniu tego samego roku z powodu niezaleczonej kontuzji mięśnia dwugłowego przeszedł trzymiesięczną rehabilitację. Po urlopie świąteczno-noworocznym nie powrócił on do klubu.
W lutym 2018 roku Otieno został zawodnikiem albańskiego KS Kastrioti (Kategoria e Parë). Trzy miesiące później odszedł z zespołu bez rozegrania żadnego oficjalnego meczu. We wrześniu tego samego roku został piłkarzem szwedzkiego klubu Vasalunds IF, rywalizującego na IV poziomie rozgrywkowym. W sezonie 2018 po zajęciu 1. miejsca w grupie Norra Svealand awansował z tym zespołem do Division 1. Łącznie rozegrał w jego barwach 22 spotkania i strzelił 2 bramki.
W grudniu 2019 roku Otieno podpisał trzyletni kontrakt z AIK Fotboll, będącym klubem partnerskim Vasalunds IF. 23 lutego 2020 zadebiutował w meczu Pucharu Szwecji przeciwko Jönköpings Södra IF (2:2). W maju 2020 roku w trakcie treningu doznał kontuzji, przez którą pauzował pół roku. 18 października 2020 zaliczył swój pierwszy występ w Allsvenskan w spotkaniu z IFK Göteborg, wygranym 2:0. W sezonie 2021 zdobył z AIK wicemistrzostwo Szwecji, ustępując Malmö FF różnicą bramek przy równej ilości zdobytych punktów. W lipcu 2022 roku zadebiutował w europejskich pucharach w dwumeczu z Worskłą Połtawa (2:3, 2:0) w eliminacjach Ligi Konferencji 2022/23.
W styczniu 2024 roku Otieno został wykupiony przez Raków Częstochowa trenowany przez Dawida Szwargę. Podpisał z klubem trzyletnią umowę z opcją przedłużenia o kolejne 2 lata. 11 lutego 2024 zadebiutował w Ekstraklasie w przegranym 1:2 meczu z Wartą Poznań.

## Kariera reprezentacyjna
31 maja 2016 zadebiutował w reprezentacji Kenii w zremisowanym 1:1 meczu towarzyskim z Sudanem. W czerwcu 2019 roku otrzymał powołanie na Puchar Narodów Afryki 2019 w Egipcie. Na turnieju tym rozegrał 3 spotkania w fazie grupowej, po której jego drużyna została wyeliminowana z turnieju.

## Życie prywatne
Urodził się w mieście Awasi w hrabstwie Kisumu. Wychował się w Nairobi w dzielnicy Kibera. W wieku 14 lat otrzymał stypendium w Kakamega High School, gdzie przyjaźnił się z Josephem Okumu. Podczas gry w Gor Mahia otrzymał pseudonim Marcelo, gdyż stylem gry i posturą przypominał brazylijskiego piłkarza Marcelo.

## Statystyki

### Klubowe
Aktualne na dzień 3 lipca 2025
| Klub               | Sezon             | Liga              | Liga  | Liga   | Puchar kraju | Puchar kraju | Puchar ligi | Puchar ligi | Kontynentalne | Kontynentalne | Inne  | Inne   | Razem | Razem  |
| Klub               | Sezon             | Liga              | Mecze | Bramki | Mecze        | Bramki       | Mecze       | Bramki      | Mecze         | Bramki        | Mecze | Bramki | Mecze | Bramki |
| ------------------ | ----------------- | ----------------- | ----- | ------ | ------------ | ------------ | ----------- | ----------- | ------------- | ------------- | ----- | ------ | ----- | ------ |
| Gor Mahia          | 2016              | KPL               | 22    | 0      | 3            | 0            | —           | —           | 1             | 0             | —     | —      | 26    | 0      |
| Kolcheti-1913 Poti | 2017              | Erownuli Liga     | 19    | 0      | 1            | 0            | —           | —           | —             | —             | 0     | 0      | 20    | 0      |
| Vasalunds IF       | 2018              | Division 2        | 3     | 1      | —            | —            | —           | —           | —             | —             | —     | —      | 3     | 1      |
| Vasalunds IF       | 2019              | Division 1        | 19    | 1      | 0            | 0            | —           | —           | —             | —             | —     | —      | 19    | 1      |
| Vasalunds IF       | Ogółem            | Ogółem            | 22    | 2      | 0            | 0            | 0           | 0           | 0             | 0             | 0     | 0      | 22    | 2      |
| AIK Fotboll        | 2020              | Allsvenskan       | 4     | 0      | 2            | 0            | —           | —           | —             | —             | —     | —      | 6     | 0      |
| AIK Fotboll        | 2021              | Allsvenskan       | 29    | 1      | 3            | 0            | —           | —           | —             | —             | —     | —      | 32    | 1      |
| AIK Fotboll        | 2022              | Allsvenskan       | 26    | 2      | 5            | 0            | —           | —           | 5             | 0             | —     | —      | 36    | 2      |
| AIK Fotboll        | 2023              | Allsvenskan       | 26    | 1      | 4            | 0            | —           | —           | —             | —             | —     | —      | 30    | 1      |
| AIK Fotboll        | Ogółem            | Ogółem            | 85    | 4      | 14           | 0            | 0           | 0           | 5             | 0             | 0     | 0      | 104   | 4      |
| Raków Częstochowa  | 2023/2024         | Ekstraklasa       | 11    | 0      | 1            | 0            | —           | —           | —             | —             | —     | —      | 12    | 0      |
| Raków Częstochowa  | 2024/2025         | Ekstraklasa       | 29    | 1      | 1            | 0            | —           | —           | —             | —             | —     | —      | 30    | 1      |
| Raków Częstochowa  | 2025/2026         | Ekstraklasa       | 0     | 0      | 0            | 0            | —           | —           | 0             | 0             | —     | —      | 0     | 0      |
| Raków Częstochowa  | Ogółem            | Ogółem            | 40    | 1      | 2            | 0            | 0           | 0           | 0             | 0             | 0     | 0      | 42    | 1      |
| Ogółem w karierze  | Ogółem w karierze | Ogółem w karierze | 188   | 7      | 20           | 0            | 0           | 0           | 6             | 0             | 0     | 0      | 214   | 7      |

### Reprezentacyjne
Aktualne na dzień 3 lipca 2025
| Reprezentacja | Rok    | Mecze | Bramki |
| ------------- | ------ | ----- | ------ |
| Kenia         | 2016   | 8     | 0      |
| Kenia         | 2017   | 1     | 0      |
| Kenia         | 2018   | 8     | 0      |
| Kenia         | 2019   | 9     | 0      |
| Kenia         | 2020   | 2     | 0      |
| Kenia         | 2021   | 7     | 0      |
| Kenia         | 2023   | 6     | 0      |
| Kenia         | 2024   | 6     | 0      |
| Kenia         | 2025   | 2     | 0      |
| Ogółem        | Ogółem | 49    | 0      |

## Sukcesy
- młodzieżowiec sezonu w Kenyan Premier League: 2016[4][6]